# Ноттінгемський університет
Ноттінгемський університет (англ. University of Nottingham) — університет в місті Ноттінгем, Велика Британія. Був заснований під назвою Ноттінгемський університетський коледж у 1888 році, а в 1948 році отримав королівську хартію.
Головний кампус університету та клінічний шпиталь знаходяться в місті Ноттінгем. Окрім Великої Британії, університет має кампуси в Малайзії та Китаї.
Ноттінгемський університет є членом Асоціації університетів країн Співдружності, Асоціації університетів Європи, групи «Расселл», університетів Сполученого Королівства, Universitas 21, а також бере участь у літній школі Саттон Траст.

## Історія

### Заснування
Історія університету бере початок із заснування школи освіти дорослих у 1798 році. У 1873 році Кембриджський університет почав читати університетські курси при цій школі — уперше в країні. Однак відправною точкою заснування університету традиційно вважається створення Ноттінгемського університетського коледжу в 1881 році для підготовки студентів до вступу до Лондонського університету.
У 1875 році анонімний дарувальник пожертвував 10 000 £ на те, щоб школа для дорослих і університетські курси, які проводилися на базі цієї школи, функціонували постійно. Ноттінгемська Корпорація погодилася побудувати для цього будівлю й виділити кошти на проведення занять.
У 1877 році колишній прем'єр-міністр Вільям Гладстон заклав перший камінь фундаменту, а в 1881 році будівлю коледжу в неоготичному стилі на Шекспір-стріт урочисто відкрив Леопольд, герцог Олбані. У 1881 році там викладали всього чотири професори — літератури, фізики, хімії і природничих наук. Згодом відкрилися нові факультети та кафедри: інженерних наук у 1884 році, класичних досліджень і філософії у 1893 році, французької мови в 1897 році та педагогіки в 1905 році; того ж року розділили факультет фізики та математики на два окремих. У 1911 році створено факультети англійської мови та гірничої справи, в 1912 році економіки, а також геолого-географічний, у 1914 році історії, у 1923 році освіти дорослих, а в 1925 році фармацевтичний факультет.

### Розвиток
У 1920-ті роки університетський коледж було значно розширено, і він переїхав із центру Ноттінгема в новий великий кампус у передмісті. Новий кампус, що він називається Університетський парк, було збудовано в 1928 році на кошти пожертвувань та завдяки щедрості сера Єссея Бута (пізніше лорд Трент), що він надав 14 га землі місту Ноттінгем у 1921 році.

## Відомі випускники
- Девід Герберт Лоуренс — романіст.
- Пітер Менсфілд — фізик, лауреат Нобелівської премії в області медицини 2003 року.
- Клайв Грейнджер — економіст, лауреат Нобелівської премії з економіки 2003 року.
- Едвін Сміт — британський науковець у галузі матеріалознавства.